# 国際赤坂ビル

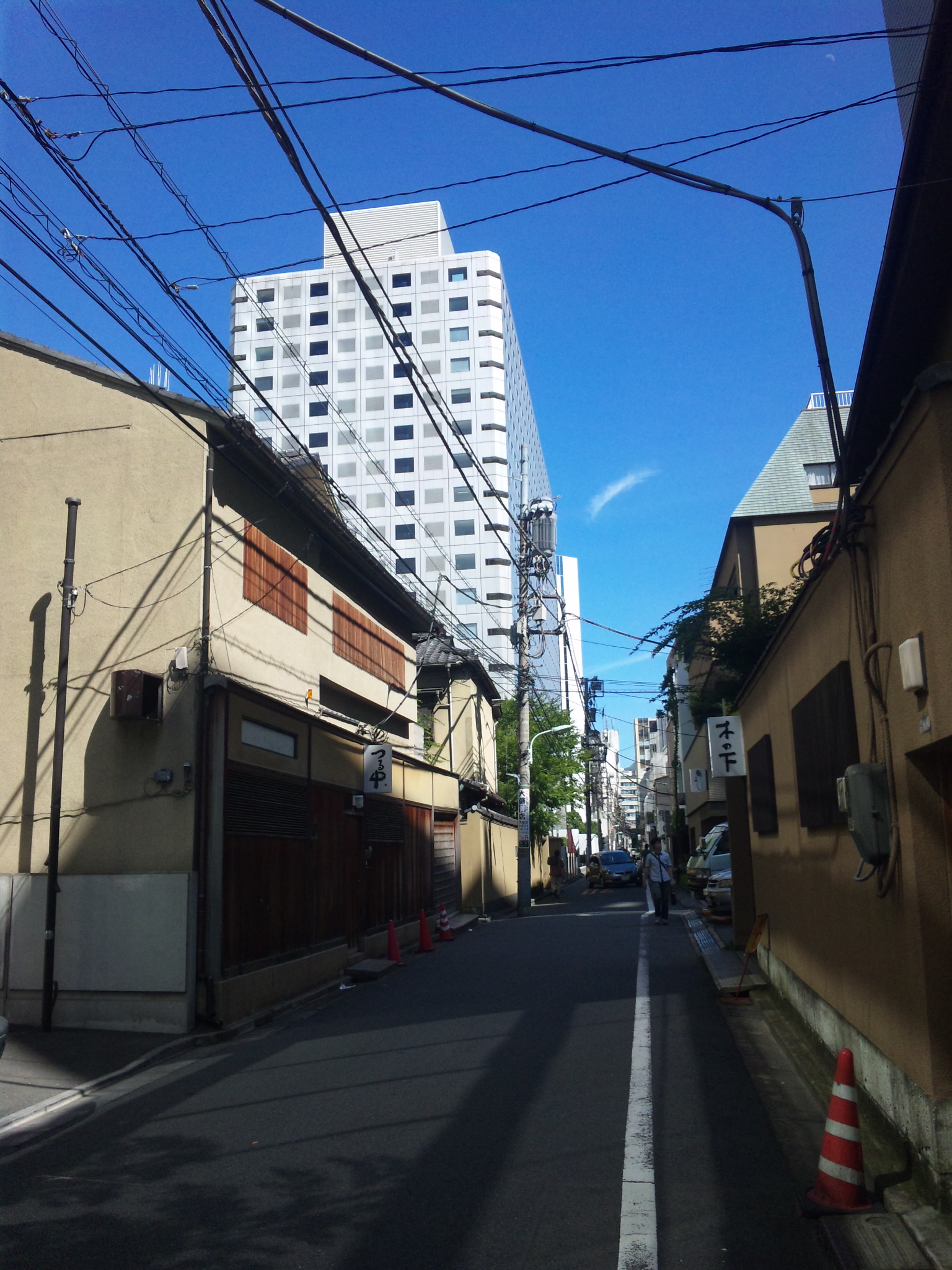
赤坂料亭街から見た国際赤坂ビル

国際赤坂ビル（こくさいあかさかビル）は、東京都港区赤坂にあった国際自動車が建設したオフィスビル。日商岩井（現：双日）が本社を置いていたことから日商岩井ビルとも呼ばれた。
ビルはすでに解体され、跡地には積水ハウスと日本生命が高層ビルの建設に取り組み、地上28階・地下3階建ての「赤坂グリーンクロス」が2024年（令和6年）5月1日に竣工した。

## 概要
国際自動車が、年々ふくれ上がる人件費をカバーするため、安定した収益を確保することを狙い、本社とタクシー・ハイヤーの配車センターのあった土地に計画し、1973年（昭和48年）2月28日に竣工した。
ビルは法規上20階建てだが、下からは18階建てのように見えた。これは19、20階を塔屋のように引っ込ませていたからである。
1階には商店と飲食店、19階にはフランス料理店「クレール・ド・赤坂」があった。同店には8つの個室があり、部屋ごとに調度を変え、ピカソ、モディリアーニ、藤田嗣治などがかけられたレストランは、地下の駐車場と専用エレベーターで結ばれ、出入りを人に見られることがないため、政治家の利用が多かった。また地下駐車場の一部は、国際自動車がハイヤー山王営業所として使用した。
2階から18階には、国際自動車ハイヤー丸の内営業所の得意先である日商岩井がテナントとして入り東京本社を置いた。日商岩井は、日商と岩井産業が合併して発足した商社であるが、このビルが完成すると日商ビル、岩井ビルから移転して一体化した。ビルは「日商岩井ビル」とも呼ばれたが、2001年（平成13年）に日商岩井はトレードピアお台場へ本社を移した。
外堀通りをはさんだ正面には、NTTドコモ本社などが入る山王パークタワーがあるが、日商岩井の撤退後、ビルは耐震補強及びリニューアルが行われ、02年からほぼ全フロアにNTTドコモとそのグループ会社に入った。

### 売却
2004年（平成16年）9月15日、ビル投資などで約2000億円の有利子負債を抱えていた国際自動車は、主力取引銀行のUFJ銀行などUFJグループとまとめた経営再建計画に基づき、このビルと国際新赤坂ビルをローンスターへ売却し、ビル賃貸事業から撤退した。

### 建て替え
2014年（平成26年）、積水ハウスが740億円でこのビルを取得し、18年12月にはその持ち分の50%を日本生命が約400億円で取得した。
両社は共同でビルの建て替えに着手しており、新しいビルは地下3階地上28階建て、延べ床面積約7万4000平方メートル、高さ150メートルの鉄骨造ビルを予定し、24年5月1日「赤坂グリーンクロス」と命名された超高層ビルが竣工した。

## 入居テナント（2018年時点）
- 株式会社NTTドコモ
- 株式会社ドコモCS
- ドコモ・サポート株式会社
- ドコモ・システムズ株式会社
- ドコモ・テクノロジ株式会社
- 株式会社ドコモ・ためタン

1階にはNTTドコモの法人営業専用の携帯電話販売店があり、通常のドコモショップでは購入できない、法人専用の携帯電話等の販売を行っていた。

## 入居店舗（2018年時点）
- 八丈島料理はっとり
- ファミリーマート
- とんかつ和幸
- アイリッシュパブ
- オーガニックハウス
- 中国料理 龍城 本店
- スターバックスコーヒー（国際新赤坂ビル店）

## アクセス
- 東京メトロ銀座線・南北線「溜池山王駅」10番出口より直結